# Kurt Kempf (Fußballspieler)
Kurt Otto Kempf (* 27. Januar 1922 in Landsberg/Warthe; † unbekannt) war ein deutscher Fußballspieler, der für den VfB Lübeck  und den VfB Oldenburg in der erstklassigen Fußball-Oberliga Nord von 1947 bis 1956 insgesamt 143 Ligaspiele mit 27 Toren zuerst als Stürmer und später als Verteidiger im damaligen WM-System absolvierte.

## Laufbahn

### VfB Lübeck, 1945 bis 1950
Kurz nach Kriegsende kam Kempf während der laufenden Saison 1945/46 nach Lübeck. Nach kurzem Gastspiel beim SV Viktoria 08 schloss er sich den Grün-Weißen des VfB Lübeck an. Er gehörte dann auch im ersten großen Nachkriegsspiel einer Lübecker Stadtauswahl an, die am 21. Oktober 1945 Altmeister Hamburger SV auf dem „unzulänglichen Platz“ an der Pionierkaserne (Schwartauer Allee), mit 4:1 unterlag. Die Stadtmeisterschaft in Lübeck führte der VfB nach der Halbserie mit 18:0 Punkten an, ehe bereits am 2. Juni 1946 das Qualifikationsspiel gegen den ATSV Flensburg zur Teilnahme an der Endrunde um die Norddeutsche Meisterschaft 1946 anstand. In der Verlängerung setzte sich der VfB mit 4:3 durch. Unmittelbar vor Schluss der ersten Verlängerung erzielte Kempf den Siegtreffer. Im Achtelfinale am 30. Juni verlor Lübeck das Spiel gegen Altona 93 mit 0:4. Im Angriff waren die Lübecker mit Hermann Matthews, Kurt Kempf, Hans-Heinrich Otte, Karl Wenzel und Fritz Buthmann angetreten.
In der Saison 1946/47 gewannen die Spieler um Kempf in der Endrunde vom 4. Mai bis 20. Juli 1947 die Landesmeisterschaft von Schleswig-Holstein und waren damit für die ab 1947/48 startende Oberliga Nord qualifiziert. Das entscheidende Spiel gegen den alten Rivalen Holstein Kiel gewann die Mannschaft am 1. Juni 1947 vor 9000 Zuschauern auf der Lohmühle mit 3:2. Den Siegtreffer erzielte Kurt Kempf. Im Angriff war der Landesmeister dabei mit Kempf, Hans Müller, Karl Wenzel, Walenty Musielak und Walter Kenty angetreten. Am 27. Juli gastierte Kempf mit der Landesauswahl von Schleswig-Holstein im Berliner Poststadion gegen die Stadtelf und war Aktiver beim 3:2 der Gästeelf.
Zum Start der Oberligaära gastierte am 14. September 1947 der SV Werder Bremen im Stadion an der Lohmühle. Der VfB vertraute in der Abwehr auf „Jonny“ Felgenhauer im Tor, dem Verteidigerpaar Hermann Matthews/Karl-Heinz „Heini“ Schröder und Mittelläufer Max Hoppe als Abwehrchef und im Angriff liefen die Sieger des Kiel-Spiels auf. Mit einem 7:4-Erfolg startete der VfB in die Runde, Kempf gelang dabei ein Treffer. Doch es wurde eine Saison mit Höhen und Tiefen. Endgültig gesichert war der Oberliga-Verbleib erst mit dem 2:2 gegen Absteiger Hannover 96 am 14. März 1948. Angreifer Kempf bestritt alle 22 Rundenspiele, zeichnete sich als achtfacher Torschütze aus und der VfB beendete die Debütrunde der Oberliga Nord auf dem 7. Rang. Unter dem neuen Trainer Otto Höxtermann wiederholte die Mannschaft diesen Rang auch in der Runde 1948/49. Dabei glückte am 19. September 1948 ein 2:2-Auswärtsremis gegen den Hamburger SV, wobei Johannes Kubsch und Kempf die Tore erzielten. Wiederum war Kempf in allen 22 Rundenspielen für den VfB im Einsatz gewesen und hatte sieben Tore erzielt. Zum 1. Juli 1949 wurde im Norden der „Vertragsspieler“ eingeführt, so dass die Spieler auch offiziell Geld verdienen durften. Mindestens 160 Mark monatlich müssen die Vereine ihren Spielern zahlen, 320 Mark sind das maximale Verdienst. Insgesamt steht die Saison 1949/50 von Beginn an unter einem schlechten Stern. In der 88. Minute verliert der VfB das Startspiel gegen St. Pauli. Aus den ersten vier Spieltagen gibt es nur einen Punkt durch ein 1:1 gegen Concordia Hamburg, von Beginn an ist Abstiegskampf angesagt. Nach personellen Turbulenzen auf dem Trainerstuhl übernimmt dann erst Erwin Helmchen im Februar 1950 wieder richtig das Übungsleiteramt. Der VfB liegt mit 8:24 Punkten aber bereits auf dem 15. Rang und kommt erst am 26. Februar, gegen das Schlusslicht Harburger TB, zum nächsten doppelten Punktgewinn. Am Rundenende steigt der VfB mit 20:40 Punkten in das Amateurlager ab. Kempf war wie Torhüter Felgenhauer und Verteidiger Schröder in allen 30 Ligaspielen für die Grün-Weißen aufgelaufen und hatte erneut sieben Tore erzielt. Nach dem Abstieg schloss sich der Feuerwehrmann den Blau-Weißen des VfB Oldenburg an.

### VfB Oldenburg, 1950 bis 1956
Das erste Oberligaspiel führte Kempf mit Oldenburg am 28. August 1950 zum SV Itzehoe. Der VfB gewann mit 3:1 und der neue Rechtsaußen hatte einen Treffer erzielt. Mittelstürmer Ernst-Otto Meyer war zweifacher Torschütze des Teams von Trainer Hans Pilz gewesen. Als das Team vom Stadion Donnerschwee, das als „Hölle des Nordens“ gefürchtet war, im Heimspiel am 10. September dem Nordserienmeister Hamburger SV vor 18.000 Zuschauern mit Flügelstürmer Kempf ein 1:1 abgetrotzt hatte, schien die Grundlage einer ordentlichen Grundlage gelegt. Im weiteren Rundenverlauf kämpfte die Mannschaft um Torhüter Karl Grote, Verteidiger Erich Schlack, den Läufern Max Konopka, Gerd Schüttners, Johann Erdmann und den Angreifern Kempf und Torjäger „Ötti“ Meyer aber um den Klassenerhalt. Nach der Hinrunde stand der VfB nach 16 Rundenspielen mit 12:20 Punkten auf dem 13. Rang. Mit dem Nachholspiel am 22. April 1951 beim Hamburger SV (4:6) endete für Kempf nach 27 Einsätzen mit drei Toren die Saison. Oldenburg stand mit 25:39 Punkten auf dem 16. Rang, ein Punkt hinter den punktgleichen Altona 93 und Eintracht Osnabrück, wobei sich die Eintracht aus Osnabrück dank des besseren Torverhältnisses denkbar knapp retten konnte. Für Oldenburg und Kempf ging es in die Amateurliga zurück.
Der Verein aus dem Oldenburger Land verblieb danach drei Jahre in der Amateurliga Niedersachsen und gewann einmal (1952) die Meisterschaft und errang zweimal (1953 und 1954) die Vizemeisterschaft und setzte sich im dritten Anlauf in der Oberliga-Aufstiegsrunde durch und kehrte zur Saison 1954/55 wieder in die Oberliga Nord zurück. In diesen Runden gehörte Kurt Kempf in mehreren Spielen den Auswahlmannschaften von Niedersachsen im Wettbewerb um den Länderpokal an und scheiterte 1953/54 erst am 28. März 1954 im Halbfinale durch eine 0:1-Niederlage an Bayern.
Mit dem Oberligarückkehrer, Kempf war jetzt in die Verteidigung zurück gerückt, belegte er 1954/55 an der Seite von Ex-Nationalspieler Erich Hänel den 11. Rang. Er hatte alle 30 Ligaspiele bestritten und zwei Tore erzielt. Sein letztes Oberligaspiel absolvierte er am 11. Dezember 1955 bei einem 2:1-Auswärtserfolg gegen Altona 93, als der Verteidiger seine Mannschaft in der achten Minute in 1:0-Führung gebracht hatte. Im Sommer 1956 endete seine Oberligakarriere nach insgesamt 143 Ligaspielen und 27 Toren.